# Philippe Fourmarier-Garfinkels
Philippe Fourmarier-Garfinkels, né à Bruxelles le 21 décembre 1971, est un activiste de hip hop belge. Précurseur du hip hop belge, il est connu dans la communauté urbaine sous les pseudonymes de Fourmi ou encore Phil One.
Actif depuis 1983, il est parmi les premiers Belges champions d'Europe de breakdance avec les Dynamic Tree[réf. nécessaire], un trio de danseurs dans lequel on trouve également DJ Daddy K. Il est ensuite membre fondateur et DJ du groupe bruxellois BRC, qui réalise le premier album de rap en français de Belgique en 1990.
Poussé par Afrika Bambaataa, il lance la Zulu Nation Belgian chapter en 1992, au sein de laquelle il organise des événements hip hop pendant près de trente ans (Battle MC, Battle of the Year, Red Bull BC One...).
Au début des années 2010 il anime l'émission de rap Street knowledge sur Radio KIF, qui voit défiler des artistes tels que Hamza, Roméo Elvis, Caballero, Pablo Andres, La Smala et Keith Murray.
Depuis le milieu des années 2010 il anime l'émission web Yezir dans laquelle il interview des personnalités de la culture urbaine comme Cut Killer ou Damso. Un an plus tard il est sollicité et recruté par la RTBF pour lancer aux côtés d'Akro le média Tarmac au sein duquel il est chargé des partenariats et des événements.